# Антоній Бенса
Антоній Бенса (пол. Antoni Bensa, або Бенза (Benza); 1787, Львів — 16 жовтня 1859, там само) — польський актор, директор Краківського театру (тепер т. зв. «Старий театр») в 1810—1811 роках.
Мав італійське походження. Із дитинства закохався в театр, за спогадами сучасників тікав вечорами з дому, щоб спостерігати за репетиціями та виставами. Близько 1803 року поїхав з дому, щоб підлітком вступити в Кам'янці-Подільському до трупи Яна-Непомуцена Камінського, з якою гастролював, зокрема в Одесі й Києві.
У 1810—1811 роках недовго мешкав у Кракові, де одружився з акторкою Юзефою Ружанською, та один сезон працював директором місцевого театру.
З 1811 року — у Львові, де став постійним актором режисера Яна-Непомуцена Камінського. Бенса відомий передовсім своїми трагічними ролями.
Помер 1859 року, похований на Личаківському цвинтарі.